# 發光院
發光院（発光院、ほっこういん）は、大阪府堺市堺区新在家町（東三丁字寺町）にある高野山真言宗の寺院。通称「愛染さん」として親しまれている。

## 境内
- 本堂
  - 愛染明王坐像
  - 弘法大師坐像
  - 地蔵菩薩半跏像
  - 降魔釈迦銅像
- 旭地蔵尊
- 碩庵篠井君墓

## 行事
- 愛染まつり（5月31日-6月1日）

## 交通
- 阪堺線「寺地町駅」下車